# Вулиця Горіхуватський шлях
Ву́лиця Горіхува́тський шлях — вулиця в Голосіївському районі міста Києва, місцевість Голосіїв. Пролягає від Голосіївської площі до кінця забудови (дослідні станції Національного університету біоресурсів і природокористування України).
Прилучаються вулиці Еллана-Блакитного, Героїв Оборони і Пустинська.

## Історія
Вулиця виникла в 1-й половині XX століття під назвою Голосіївський шлях, назву було офіційно затверджено 1955 року. 1977 року його частина від вулиці Максима Рильського до вулиці Полковника Затєвахіна набула назву Вулиця Генерала Родимцева на честь генерала Олександра Родимцева, командира 5-ї повітряно-десантної бригади, яка відзначилася при обороні Києва в 1941 році. Решту Голосіївського шляху було приєднано до вулиці Генерала Родимцева 1978 року. 
Сучасна назва, що походить від річки Горіхуватки, яка протікає на початку вулиці — з жовтня 2022 року.

## Пам'ятники та меморіальні дошки
- буд. № 13 — пам'ятний знак учасникам оборони Києва в 1941 році. Встановлений на місці боїв між радянською та німецькою арміями.

## Установи та заклади
- Інститут тваринництва водних біоресурсів (буд. № 19, корп. 1)
- Інститут лісового та садово-паркового господарства НУБіП (буд. № 19, корп. 1)
- Український інститут експертизи сортів рослин (буд. № 15)
- Ботанічний сад Національного університету біоресурсів і природокористування України (буд. № 2)
- Гуртожитки Національного університету біоресурсів і природокористування України № 1, 10, 11, 12 (буд. № 3, 7-А, 7-Б, 1-А)
- Відділення зв'язку № 41 (буд. № 11)